# Juan Botasso
Juan Botasso (Buenos Aires, 23 d'octubre de 1908 - Quilmes, 5 d'octubre de 1950) fou un futbolista argentí que jugava de porter.

## Trajectòria
Fou internacional amb la selecció argentina, amb la qual disputà la Copa del Món de Futbol de 1930. En aquesta competició disputà la final el dia 30 de juliol de 1930, en la qual Argentina perdé per 4 a 2 amb l'Uruguai.
Pel que fa a clubs, debutà el 1927 a Argentino de Quilmes. Després del Mundial de 1930 fitxà per Racing Club de Avellaneda on jugà fins a 1938, any en què tornà a Argentino de Quilmes, que aleshores jugava a segona divisió.